# استوفنون
استوفنون(به انگلیسی: Acetophenone) یک ترکیب آلی با فرمول شیمیایی C۶H۵C(O)CH۳ (که با نمادهای PHAC یا BzMe نیز نوشته می‌شود) است. این ماده ساده‌ترین کتون آروماتیک است که به صورت مایعی چسبناک و بی‌رنگ می‌باشد و به عنوان پیش ماده در تولید رزین‌ها و عطرها کاربرد دارد.

## مسمومیت
متوسط دوز کشنده(LD۵۰) این ماده ۸۱۵ میلی‌گرم بر کیلوگرم (خوراکی، موش صحرایی) است. در حال حاضر استوفنون به عنوان یک ماده سرطان‌زا در گروه D طبقه‌بندی شده‌است که نشان می‌دهد اثرات سرطان‌زایی در انسان ایجاد نمی‌کند.